# 威廉·愛德華·羅利
威廉·愛德華·羅利（英語：William Edward Lori；1951年5月6日—）是美國籍天主教主教、現任巴爾的摩總教區總主教及名譽的美國首席主教。

## 生平
威廉·愛德華·羅利於1951年5月6日在美國中東部肯塔基州的最大城市路易維爾生。他擁有聖瑪麗山大學文學碩士和美國天主教大學神學博士學位。他於1977年5月14日在華盛頓總教區晉鐸。
他於1995年4月20日晉牧；教宗若望·保祿二世將他任命為華盛頓總教區輔理主教，領Bulla領銜教區主教銜。2001年至2012年間擔任布里奇波特教區主教。2005年出任哥倫布騎士會總神師。
由於愛文·費德廉·奧布賴恩樞機改任耶路撒冷聖墓騎士團總團長，因此威廉·愛德華·羅利於2012年3月20日接任巴爾的摩總教區正權總主教。巴爾的摩總教區是美國第一個成立的教區，所以羅利為名譽的美國首席主教。

## 牧徽

威廉·愛德華·羅利牧徽